# 度量
| ウィキペディアには「度量」という見出しの百科事典記事はありません（タイトルに「度量」を含むページの一覧/「度量」で始まるページの一覧）。 代わりにウィクショナリーのページ「度量」が役に立つかもしれません。 |